# Henrik Westberg
Per Henrik Westberg, född 18 februari 1988 i Söderhamn, är en svensk före detta fotbollsspelare. Han spelade senast för Kungsängens IF i division 2 Norra Svealand. Westberg har tidigare spelat i Superettan för GIF Sundsvall.
År 2010 och 2020 medverkade han även i TV4-programmet Så mycket bättre. 2012 medverkade han i SVT:s släktforskningsprogram Vem tror du att du är?, och under våren 2019 deltog han i Stjärnornas stjärna.

## Klubbar
- GIF Sundsvall (2006–2008)
- Söderhamns FF (2008–2010)
- Karlbergs BK (2011–2012)
- Vasastan BK (2015)
- Norrala IF (2016)
- Kungsängens IF (2016–2019)